# Lalage
Lalage es un género de aves paseriformes perteneciente a la familia Campephagidae. Sus miembros se encuentran en el sur de Asia y Oceanía. 

## Especies
Se reconocen 13 especies y 21 subespecies:
- Lalage leucopyga - oruguero colilargo.
  - Lalage leucopyga leucopyga - oruguero colilargo de la Isla Norfolk,subespecie nominada,extinta a finales del siglo XX.
- Lalage melanoleuca - oruguero blanquinegro.
  - Lalage melanoleuca melanoleuca.
  - Lalage melanoleuca minor.
- Lalage nigra - oruguero pío.
- Lalage leucopygialis - oruguero de Walden.
- Lalage sueurii - oruguero de Lesueur.
- Lalage tricolor - oruguero tricolor.
- Lalage aurea - oruguero ventrirrufo.
- Lalage atrovirens - oruguero cejinegro;
  - Lalage atrovirens atrovirens.
  - Lalage atrovirens leucoptera.
- Lalage moesta - oruguero de las Tanimbar.
- Lalage leucomela - oruguero variable.
- Lalage conjuncta - oruguero de San Matías.
- Lalage maculosa - oruguero polinesio.
  - Lalage maculosa maculosa.
  - Lalage maculosa modesta.
  - Lalage maculosa ultima.
  - Lalage maculosa melanopygia.
  - Lalage maculosa vanikorensis.
  - Lalage maculosa soror.
  - Lalage maculosa pumila.
  - Lalage maculosa mixta.
  - Lalage maculosa woodi.
  - Lalage maculosa rotumae.
  - Lalage maculosa nesophila.
  - Lalage maculosa vauana.
  - Lalage maculosa tabuensis.
  - Lalage maculosa keppeli.
  - Lalage maculasa futunae.
  - Lalage maculosa whitmeei.
- Lalage sharpei - oruguero de Samoa.

## Descripción
Son pájaros bastante pequeños, entre 15 y 20 cm de longitud. Suelen tener las partes inferiores blancas, y las superiores negras o grises los machos, y de tonos pardos grisáceos u ocres las hembras. Se alimentan principalmente de insectos y frutos. Construyen nidos en forma de cuenco en los árboles. 
La mayoría de sus especies son bastante comunes pero el oruguero de Samoa se considera especie casi amenazada y la subespecie de la isla Norfolk del oruguero colilargo está extinto.